# Étienne Victor Exbrayat
Étienne Victor Exbrayat fue un escultor, grabador de medallas y monedas francés, nacido el 12 de mayo de 1879 en Saint-Étienne y fallecido durante la Primera Guerra Mundial en Boulogne-la-Grasse, Oise, 1914. 

## Datos biográfico
Miembro de la Sociedad de Artistas Franceses desde 1905.
Recibió una mención de honor en el Salón de los artistas franceses en 1904 y una medalla de tercera clase en 1911.

Trabajó en la decoración de la iglesia parroquial de Saint-Martin en Villers-Hélon.